# Sundown town
Als Sundown town, Sunset town oder Gray town werden in den Vereinigten Staaten Städte oder Stadtteile mit überwiegend weißer Bevölkerung bezeichnet, in denen nichtweißen Personen, vor allem Afroamerikanern, geraten wurde, sich nach Sonnenuntergang (englisch sundown, sunset) nicht mehr dort aufzuhalten.
Der Begriff Sundown town wurde 2006 vom Autor James W. Loewen in seinem Buch: Sundown Towns: A Hidden Dimension of American Racism geprägt. Dabei führt er als Beispiel ein Schild aus den 1930er Jahren in der Stadt Hawthorne in Kalifornien an, das lautete: „Nigger, Don’t Let the Sun Set on YOU in Hawthorne“ („Nigger, lass nicht die Sonne über DIR untergehen in Hawthorne“). Nach diesem Muster seien zahlreiche Ortsschilder formuliert gewesen, zum Beispiel „… If You Can Read … You’d Better Run … If You Can’t Read … You’d Better Run Anyway“ (etwa „Falls du lesen kannst, solltest du abhauen. Falls du nicht lesen kannst, solltest du dennoch abhauen“). Schätzungsweise gab es in den 1960er Jahren annähernd 10.000 solcher Orte.

## Geschichte

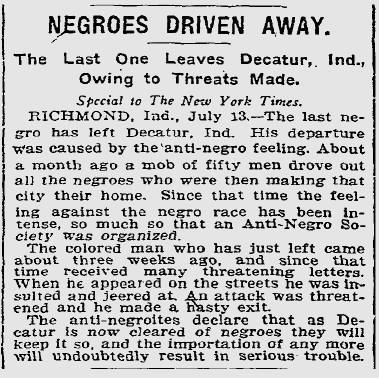
Zeitungsartikel von 1902 über die Vertreibung von Afroamerikanern durch weiße Anwohner in Decatur, Indiana

Nach der Niederlage der Konföderation im amerikanischen Sezessionskrieg, der vorrangig um die Abschaffung der Sklaverei geführt wurde, versuchten einige amerikanische Gemeinden weitgehend frei von Schwarzen zu bleiben. Dabei griffen sie auf Gemeindeordnungen zurück, in denen sie solche Regeln verankerten. Beispielsweise war es Schwarzen untersagt, gemeinsam mit Weißen im gleichen Busabteil zu sitzen, was dazu führte, dass Weiße vorne und Schwarze hinten im Bus saßen.
Von 1936 bis 1966 wurde jährlich das The Negro Motorist Green Book veröffentlicht, das sich während einer Ära starker Diskriminierung gegen Nichtweiße an Schwarze richtete und Hinweise sowie Warnungen enthielt, an welchen Orten verstärkt rassistische Bewegungen oder Handlungen zu erwarten seien. Darüber hinaus wurden Orte genannt, an denen Schwarze frei von Belästigungen einkaufen, essen oder übernachten konnten.
Seit den Bürgerrechtsbewegungen der 1950er und 1960er Jahre sowie dem Civil Rights Act of 1968, der eine Rassendiskriminierung beim Verkauf, Vermietung oder Finanzierung eines Hauses verbot, hat die Anzahl der Sundown towns deutlich abgenommen. Offiziell bekennt sich heute keine Stadt mehr zu solchen Regelungen. Wie der Soziologe James W. Loewen jedoch feststellte, seien die realen Auswirkungen dieses Gesetzes auf die Sundown towns schwer einzuschätzen, da die meisten ihren Status als solche verdeckt hielten und keine Akten dazu anlegten. Er beschrieb außerdem, dass dieser Status mehr bedeute als nur die Tatsache, dass Nichtweiße in diesen Städten nicht wohnen könnten. Vielmehr bedeute er, dass sie offenen Belästigungen, Gefahren, Gewaltakten und in vielen Fällen sogar Lynchmord ausgesetzt seien.

## Andere Ethnien
Dieser Status richtete sich zumeist an Afroamerikaner und Afrikaner, in einigen Städten und Gebieten jedoch auch an Sino-Amerikaner, also Amerikaner chinesischer Abstammung. Dies war beispielsweise im Bundesstaat Idaho der Fall, dessen Bevölkerung 1870 noch zu über 30 % aus Chinesen und Sino-Amerikanern bestand, die nach einer Welle von Gewalttaten sowie einem „Anti-Chinesen-Abkommen“ (Anti-Chinese convention) jedoch bis 1910 fast vollständig vertrieben wurden.
In Gardnerville, Nevada wurden gezielt Indigene belästigt und vertrieben, in anderen Städten Nevadas richteten sich diese Aufforderungen gegen „Japs“ (Japaner), in verschiedenen Städten auch gegen Juden.
Weitere Beispiele:
- Colorado: „No Mexicans After Night“ („Keine Mexikaner nach Anbruch der Nacht“)
- Connecticut: „Whites Only Within City Limits After Dark“ („Nur Weiße innerhalb der Stadtgrenzen nach Einbruch der Dunkelheit“)